# Mead (Colorado)
Mead é uma cidade  localizada no estado americano de Colorado, no Condado de Weld.

## Demografia
Segundo o censo americano de 2000, a sua população era de 2017 habitantes.
Em 2006, foi estimada uma população de 2849, um aumento de 832 (41.2%).

## Geografia
De acordo com o United States Census Bureau tem uma área de
11,5 km², dos quais 11,2 km² cobertos por terra e 0,3 km² cobertos por água.

## Localidades na vizinhança
O diagrama seguinte representa as localidades num raio de 16 km ao redor de Mead.